# Карданов, Хасан Якубович
Хасан Якубович Карданов (23 февраля 1923, Чегем Первый — 20 января 2019, Нальчик) — советский и российский кабардинский композитор, народный артист РСФСР (1990).

## Биография
Хасан Якубович Карданов родился 23 февраля 1923 года в селе Чегем Первый (ныне город Чегем) в Кабардино-Балкарской АО. В школе увлёкся музыкой, участвовал в оркестре народных инструментов, научился играть на всех народных инструментах. В 1937 году после смерти отца его перевели в Нальчикский интернат.
В 1942 году ушёл на фронт. В боях на Миусском фронте был командиром пулемётно-миномётного расчёта. 18 февраля 1943 года был ранен, после лечения в госпитале был направлен в отдельный артиллерийский истребительный противотанковый полк имени Константинова 1-го Украинского фронта, где стал радиоразведчиком полевой радиостанции РП-12. В составе полка участвовал в освобождение Кавказа, Украины, Белоруссии, Польши, Чехославакии (Моравии). Участвовал в обеспечении безопасности при проведении Тегеранской конференции в 1943 году. После войны работал в Чегемском райвоенкомате.
В 1949—1954 годах в составе Национальной кабардинской студии учился на композиторском факультете Ленинградской консерватории. Дипломной работой стала симфоническая картина «В родном краю».
В 1954—1957 годах работал в Доме народного творчества Кабардино-Балкарской АССР в Нальчике.
В 1967—1971 годах был художественным руководителем хора Кабардино-Балкарского радио.
В 1962—1968 годах работал председателем правления Союза композиторов Кабардино-Балкарской АССР, позже был там консультантом.
За сорок лет творческой деятельности создал более 400 произведений разного жанра. Среди них — первая национальная кабардинская опера «Мадина» (в соавторстве с Мухадином Баловым), симфонические сочинения, музыкальные спектакли и песни (наиболее популярными стали «Кто ты — Мадина или Марина?», «Мой город Нальчик»). Автор гимна Кабардино-Балкарской Республики.
Умер 20 января 2019 года в Нальчике.

## Награды и премии
- Орден Отечественной войны II степени[1].
- Орден «Знак Почёта»[1].
- 15 боевых медалей[1].
- Заслуженный деятель искусств Кабардино-Балкарской АССР.
- Государственная премия Кабардино-Балкарской АССР в области искусства (1974).
- Заслуженный деятель искусств РСФСР (29.06.1982)[4].
- Народный артист РСФСР (1990).
- Орден Славы III степени (2006).
- Орден «За заслуги перед Кабардино-Балкарской Республикой» (2018).

## Сочинения
- опера «Мадина» (совм. с М. Баловым, Нальчик, 1970). Произведение получило диплом I степени на Всероссийском смотре музыкальных спектаклей в 1970 году.
- музыкальная комедия «Сын медведя Батыр» (1971)
- оперетта «Полумулла» (1975)

### Для солистов, хора и оpкестра
- Кантаты: «Светлая дружба» (сл. М. Алхасова, 1956), «Счастливый край» (сл. М. Ахметова, 1957), «Праздничная кантата» (сл. М. Геттуева, 1969).
- Оратории: «Бессмертный Ленин» (сл. М. Тхамокова, 1969), «Свет Октября» (сл. X. Хавпачева, 1977).
- Реквием «Проснись ютец» (сл. М. Тхамокова, 1969).
- Баллады: «Помни, солдат» (1971), «Без вести пропавшие» (1971).
- Для хора и оpкестра: «Баллада о героях Марухского перевала» (1964).
- Для оpкестра — картины: «В родном краю» (1954), «Вечер в ауле» (1959), «Фантазия на балкарские темы» (1958), «Три танца» (1958).
- Рапсодии: I (1960), II (1964), III (1970), IV (1972).
- Поэмы: «Долина счастья» (1961), «Пионерия» (1963), «Моя Кабардино-Балкария» (1967), «Мой край» (1971).
- Сюиты: I (1964), II (1977),
- Увертюры: «Молодежная» (1968), «Праздничная» (1971), танец «Джигиты» (1972), «Фантазия» (1973), «Концертная лезтинка» (1973).
- Для трубы и симфонического оpкестра — Концерт (1977)
- Для духового оpкестра — пьесы.
- Струнные квартеты: I (1964), II (1976).
- Для фортепиано: «Детский альбом» (1973).
- Песни; музыка к драматическим спектаклям.